# 格罗讷河畔博蒙
格羅訥河畔博蒙（法語：Beaumont-sur-Grosne，法語發音：[bomɔ̃ syʁ ɡʁon]）是法国索恩-卢瓦尔省的一个市镇，属于索恩河畔沙隆区。

## 地理
格罗讷河畔博蒙（46°39'53"N, 4°51'34"E）面积7.82 平方千米，位于法国勃艮第-弗朗什-孔泰大區索恩-卢瓦尔省，该省份为法国中部省份，北起顺时针与科多尔省、汝拉省、安省、罗讷省、卢瓦尔省、阿列省和涅夫勒省接壤。
与格罗讷河畔博蒙接壤的市镇（或旧市镇、城区）包括：圣昂布勒伊、莱沃、圣西尔、大塞讷塞。

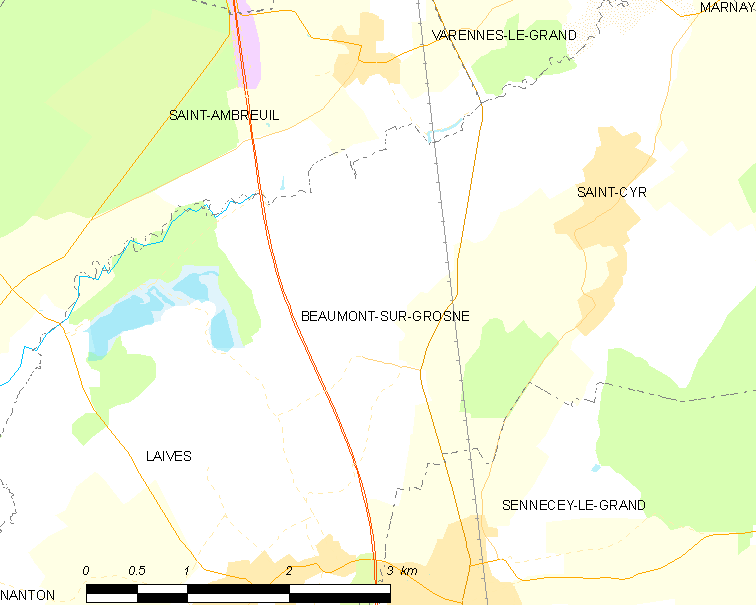
格罗讷河畔博蒙的OSM定位图

格罗讷河畔博蒙的时区为UTC+01:00、UTC+02:00（夏令时）。

## 行政
格罗讷河畔博蒙的邮政编码为71240，INSEE市镇编码为71026。

## 政治
格罗讷河畔博蒙所属的省级选区为图尔尼县。

## 人口

1962-2008年间格罗讷河畔博蒙人口变化图示

格罗讷河畔博蒙于2022年1月1日时的人口数量为333人。